# Nederländska gulden
Nederländska gulden eller floriner (hfl - Nederlandse Gulden) var den valuta som användes i Nederländerna fram till införandet av euron 2002. Valutakoden var NLG. 1 gulden var = 100 cents.

## Historia
Valutan infördes 1279, och var Nederländernas valuta i olika former fram till 2002.
Den hade sitt ursprung i ett guldmynt, gulden, som präglades i tyska stater, Nederländerna och Skandinavien efter mönster av florinen från Florens (som är ursprunget till myntens symbol Fl). Till 1816, då decimalsystemet infördes och 1 gulden blev = 100 cent, indelades den i 20 stuiver à 16 penningen. 1 gulden var då = 20 stuiver = 160 duit = 320 penningen.

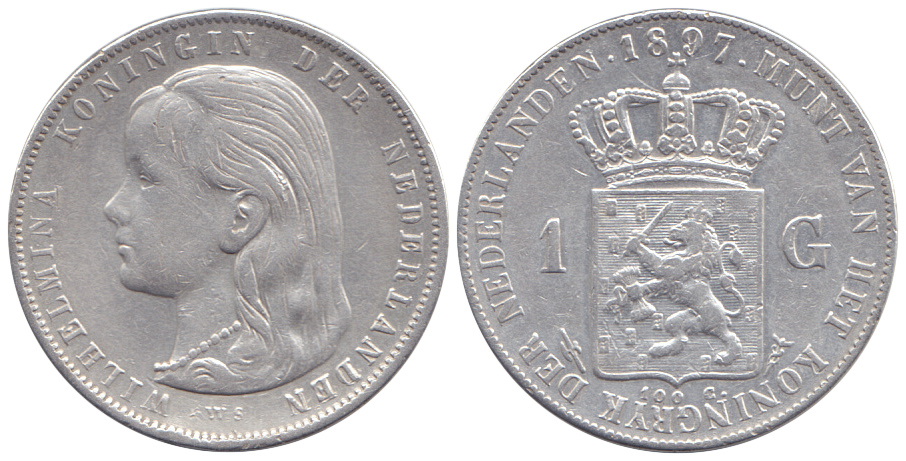
1 gulden, 1897. Nederländerna, drottning Vilhelmina. Silver 945

Gulden har använts i många länder med anknytning till det nederländska kolonialväldet, till exempel i Surinam som surinamesisk gulden, och den kvarstår som valuta i Nederländska Antillerna som Antiller Gulden. 
Vid övergången till euro fastställdes slutkursen 2002 till 1 EUR = 2,20371 NLG.

## Användning
Valutan gavs ut av De Nederlandsche Bank NV - DNB som grundades 1814. DNB har huvudkontoret i Amsterdam och är medlem i Europeiska centralbankssystemet.

## Valörer
- mynt: fanns i 1, 2½, och 5 Gulden
- underenhet: fanns i 5, 10 och 25 cents
- sedlar: fanns i 10, 25, 50, 100, 250 och 1000 NLG

## Sedlar
| Guldensedlar | Guldensedlar                     | Guldensedlar              | Guldensedlar                          | Guldensedlar | Guldensedlar                   | Guldensedlar    | Guldensedlar                   | Guldensedlar |
| Period       | 5 gulden                         | 10 gulden                 | 25 gulden                             | 50 gulden    | 100 gulden                     | 250 gulden      | 1000 gulden                    |              |
| ------------ | -------------------------------- | ------------------------- | ------------------------------------- | ------------ | ------------------------------ | --------------- | ------------------------------ | ------------ |
| 1990 - 2002  |                                  | Kungsfiskare 1997         | Rödhake 1989 (1990)                   |              | Minervauggla 1992 (1993)       |                 | Tofsvipa 1994 (1996)           |              |
| 1981 - 2002  |                                  |                           |                                       | Solros 1982  | Beckasiner 1977 (1981)         | Fyr 1985 (1986) |                                |              |
| 1971 - 1990  | Joost van den Vondel 1973 (1976) | Frans Hals 1968 (1971)    | Jan Pieterszoon Sweelinck 1971 (1972) |              | Michiel de Ruyter 1970 (1972)  |                 | Baruch de Spinoza 1972 (1973)  |              |
| 1950 - 1970  | Joost van den Vondel 1966        | Hugo de Groot 1953 (1954) | Christiaan Huygens 1955 (1956)        |              | Desiderius Erasmus 1953 (1954) |                 | Rembrandt van Rijn 1956 (1958) |              |